# Rully (Oise)
Pour les articles homonymes, voir Rully.
Rully est une commune française située dans le département de l'Oise, en région Hauts-de-France.

## Géographie
Rully se situe dans la plaine agricole du Valois, à mi-chemin entre Senlis et Crépy-en-Valois, distantes de douze kilomètres respectivement. La RD 1324, axe est-ouest reliant ces deux villes, passe à la limite sud de Rully, en dehors des zones habitées. Quatre routes départementales desservent la commune depuis cette ancienne route nationale, et six routes départementales partent depuis Rully en étoile, se dirigeant vers les communes voisines.
| Brasseuse | Raray        |                 |
|           | Rully (Oise) | Trumilly        |
| Barbery   | Montépilloy  | Fresnoy-le-Luat |

La distance autoroutière de Paris via l'échangeur de Senlis et l'A1 est de cinquante-huit kilomètres. Par ailleurs, la LGV Nord traverse le territoire communal à l'est, dans un sens nord-sud, mais sans aucune gare à proximité. La commune de Rully se compose du petit bourg rural qui lui donne son nom ; du hameau de Chamicy qui représente l'extension du village vers le nord ; ainsi que du village de Bray, situé à trois kilomètres à l'ouest. Sa superficie dépasse de peu la taille moyenne d'une commune française qui est de 14,88 km².

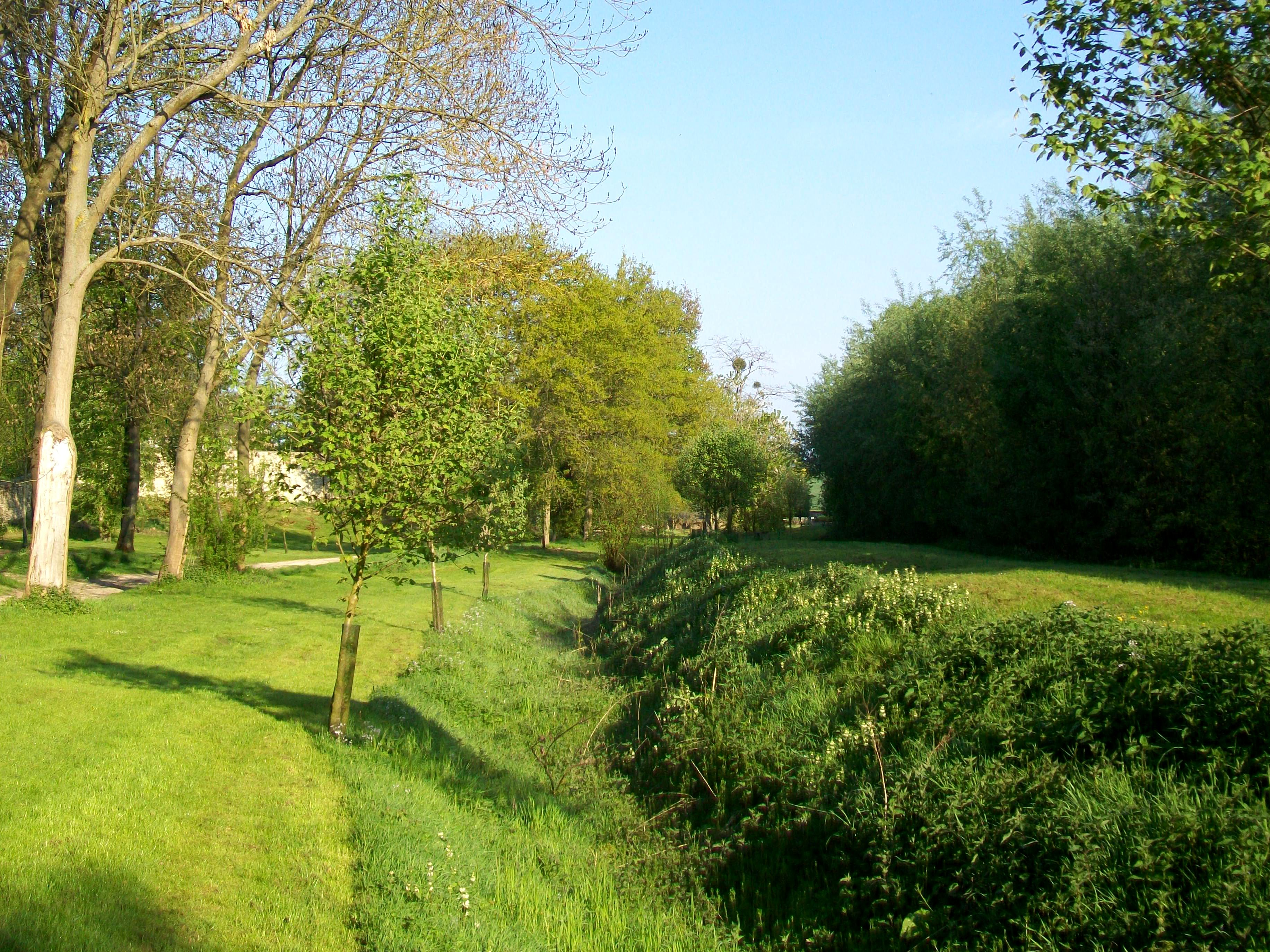
L'Aunette près du prieuré de Bray, environ deux kilomètres après sa source.

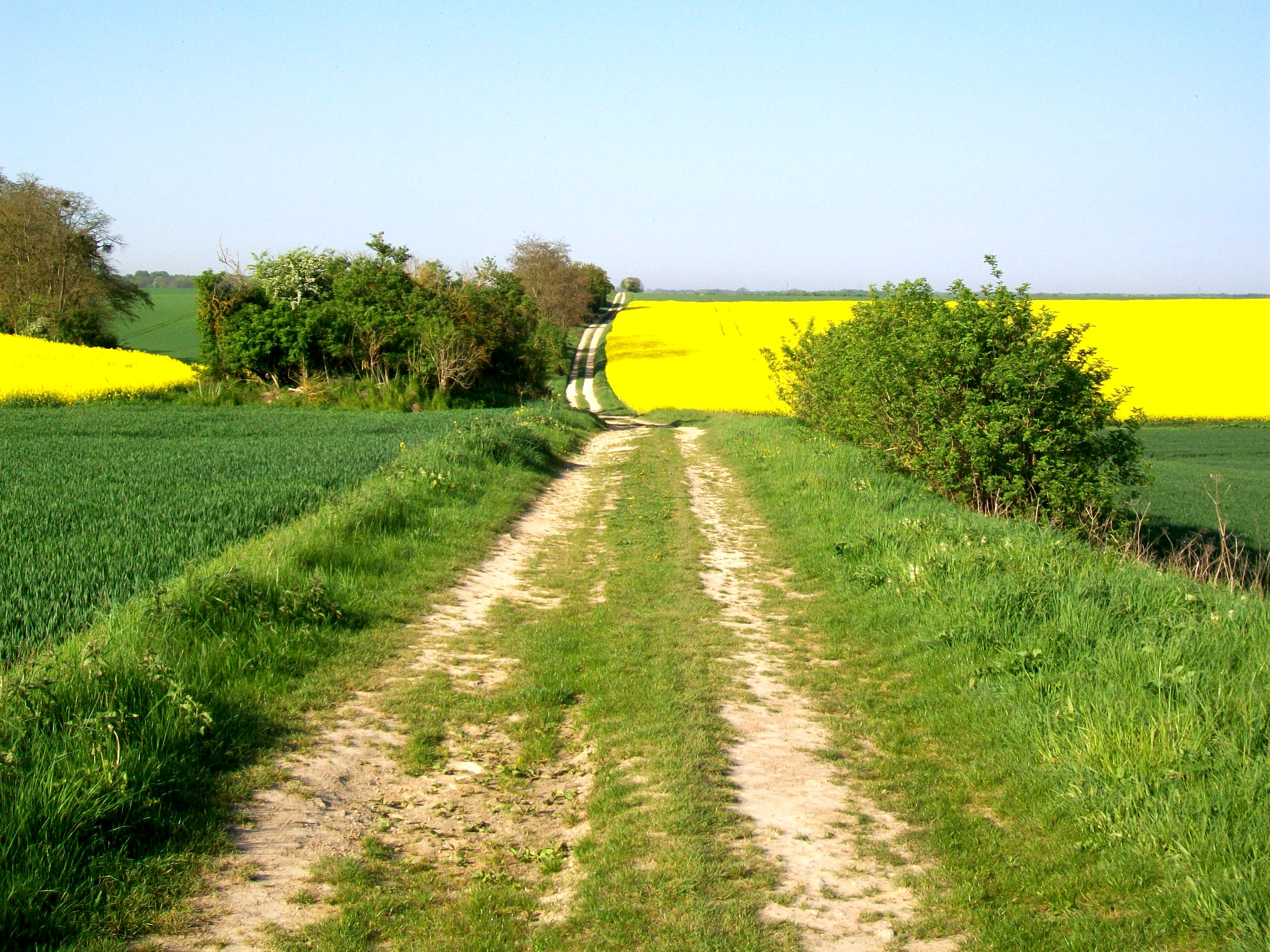
La chaussée Brunehaut à la limite des deux communes Brasseuse et Rully.

Rully présente le caractère d'un petit bourg rural, dépassant en nombre d'habitants toutes ses communes voisines, et possédant encore un commerce de proximité, à savoir une boulangerie-pâtisserie.
Le relief de la commune est peu accentué, avec une altitude autour de 90 m pour la majorité de son territoire. Une dépression est marquée par le vallon de la jeune Aunette, qui prend sa source à environ un kilomètre à l'ouest du bourg, à 81,6 m d'altitude. À la sortie du ruisseau de la commune, à l'ouest de Bray, se situe le point le plus bas, à 72 m d'altitude. Le point culminant se trouve à l'extrémité nord-ouest du territoire communal, sur la colline la plus occidentale du petit massif du Mont Cornon (max. 153,8 m) à 145,3 m d'altitude. Cependant, seulement une partie infime de cet ensemble de buttes-témoins, qui revient pour l'essentiel à Néry et Trumilly. Le Mont Cornon est boisé. Ailleurs, les forêts et même les arbres se font rares à Rully ; uniquement le vallon de l'Aunette, le marais de Boissy, au sud-est de Bray, et quelques minuscules parcelles sont boisés. Ce sont les surfaces agricoles dédiées aux grandes cultures qui dominent le paysage, paraissant dénudé à de nombreux endroits. L'Aunette constitue l'unique cours d'eau de Rully ; encore est-elle temporaire sur les premiers kilomètres de son parcours et ne devient permanente qu'au marais de Barbery, commune limitrophe.

### Environnement
Rully entre dans le périmètre du parc naturel régional Oise-Pays de France pour la totalité de son territoire. La commune fait également partie du site naturel inscrit de la vallée de la Nonette. Le Mont Cornon bénéficie de la protection d'une ZNIEFF du type 1, dont seulement une infime partie concerne Rully. - Au nord de Bray, la limite avec les communes voisines de Brasseuse et Raray est matérialisée par la chaussée Brunehaut, chemin rectiligne d'origine antique mais indatable, et aujourd'hui incorporé dans l'une des nombreuses variantes du chemin de Compostelle. Ce chemin de terre va de Senlis à Soissons, mais n'existe plus en continuité.

### Hydrographie

#### Réseau hydrographique
La commune est située dans le bassin Seine-Normandie. Elle est drainée par l'Aunette,.
L'Aunette, d'une longueur de 14 km, prend sa source dans la commune  et se jette  dans la Nonette à Senlis, après avoir traversé six communes. 

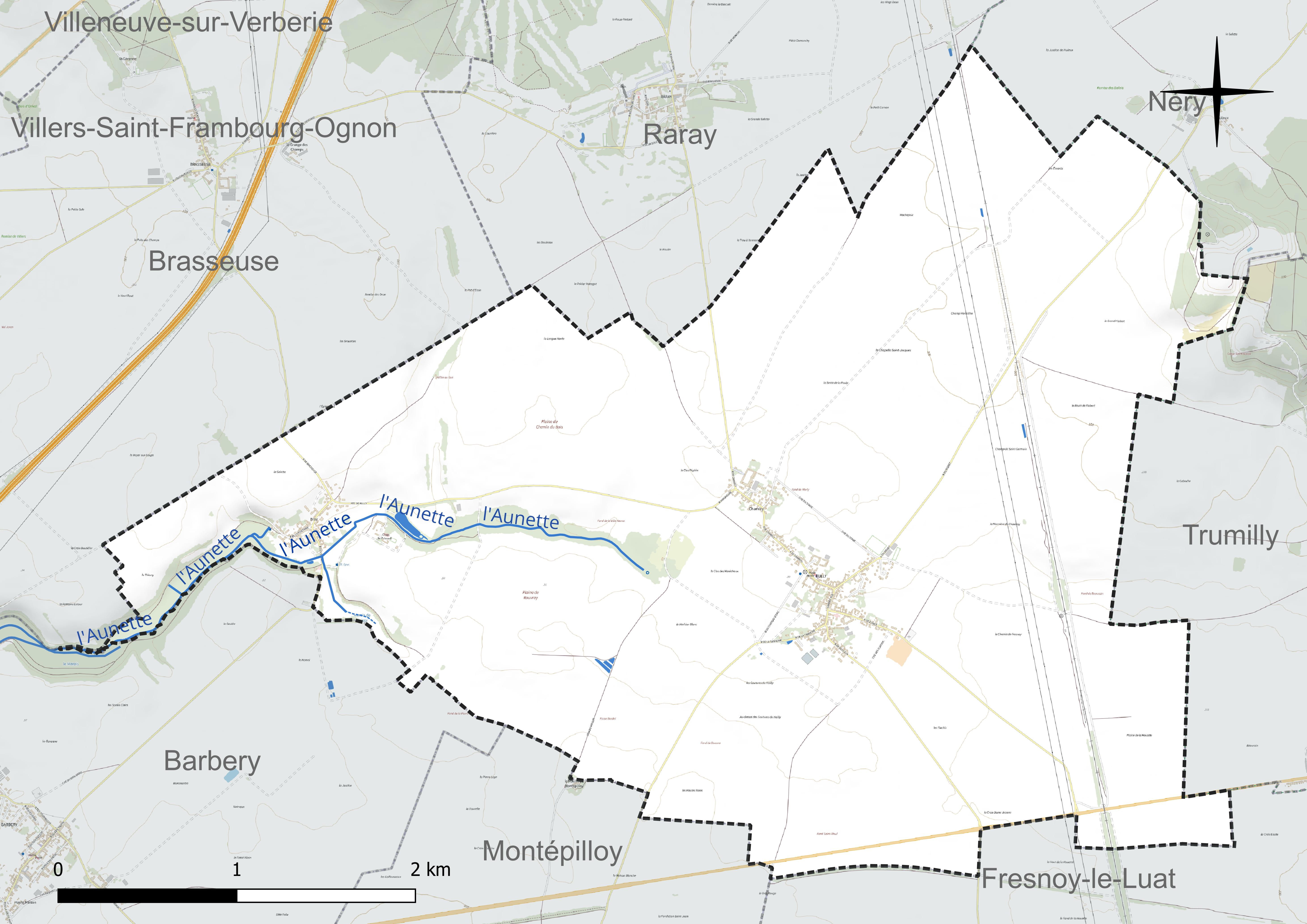
Réseau hydrographique de Rully.

#### Gestion et qualité des eaux
Le territoire communal est couvert par le schéma d'aménagement et de gestion des eaux (SAGE) « Sensée ». Ce document de planification concerne un territoire de 413 km2 de superficie, délimité par le bassin versant de la Nonette et de ses deux principaux affluents, la Launette et l'Aunette. Le périmètre a été arrêté le 3 avril 1998 et le SAGE proprement dit a été approuvé le 28 juin 2006, puis révisé le 15 décembre 2015. La structure porteuse de l'élaboration et de la mise en œuvre est le syndicat Interdépartemental du SAGE de la Nonette. 
La qualité des cours d'eau peut être consultée sur un site dédié géré par les agences de l'eau et l'Agence française pour la biodiversité. 

### Climat
Pour des articles plus généraux, voir Climat des Hauts-de-France et Climat de l'Oise.
En 2010, le climat de la commune est de type climat océanique dégradé des plaines du Centre et du Nord, selon une étude du CNRS s'appuyant sur une série de données couvrant la période 1971-2000. En 2020, Météo-France publie une typologie des climats de la France métropolitaine dans laquelle la commune est dans une zone de transition entre le climat océanique et le climat océanique altéré et est dans la région climatique  Nord-est du bassin Parisien, caractérisée par un ensoleillement médiocre, une pluviométrie moyenne régulièrement répartie au cours de l'année et un hiver froid (3 °C). 
Pour la période 1971-2000, la température annuelle moyenne est de 10,9 °C, avec une amplitude thermique annuelle de 15,1 °C. Le cumul annuel moyen de précipitations est de 703 mm, avec 11,2 jours de précipitations en janvier et 7,9 jours en juillet. Pour la période 1991-2020, la température moyenne annuelle observée sur la station météorologique la plus proche, située sur la commune du Plessis-Belleville à 15 km à vol d'oiseau, est de 11,4 °C et le cumul annuel moyen de précipitations est de 661,7 mm,. Pour l'avenir, les paramètres climatiques de la commune estimés pour 2050 selon différents scénarios d'émission de gaz à effet de serre sont consultables sur un site dédié publié par Météo-France en novembre 2022.

## Urbanisme

### Typologie
Au 1er janvier 2024, Rully est catégorisée commune rurale à habitat dispersé, selon la nouvelle grille communale de densité à sept niveaux définie par l'Insee en 2022.
Elle est située hors unité urbaine. Par ailleurs la commune fait partie de l'aire d'attraction de Paris, dont elle est une commune de la couronne,. 

### Occupation des sols
L'occupation des sols de la commune, telle qu'elle ressort de la base de données européenne d'occupation biophysique des sols Corine Land Cover (CLC), est marquée par l'importance des territoires agricoles (93,1 % en 2018), une proportion identique à celle de 1990 (93,1 %). La répartition détaillée en 2018 est la suivante : 
terres arables (90,8 %), zones urbanisées (3,1 %), forêts (2,9 %), zones agricoles hétérogènes (2,3 %), mines, décharges et chantiers (0,9 %). L'évolution de l'occupation des sols de la commune et de ses infrastructures peut être observée sur les différentes représentations cartographiques du territoire : la carte de Cassini (XVIIIe siècle), la carte d'état-major (1820-1866) et les cartes ou photos aériennes de l'IGN pour la période actuelle (1950 à aujourd'hui).

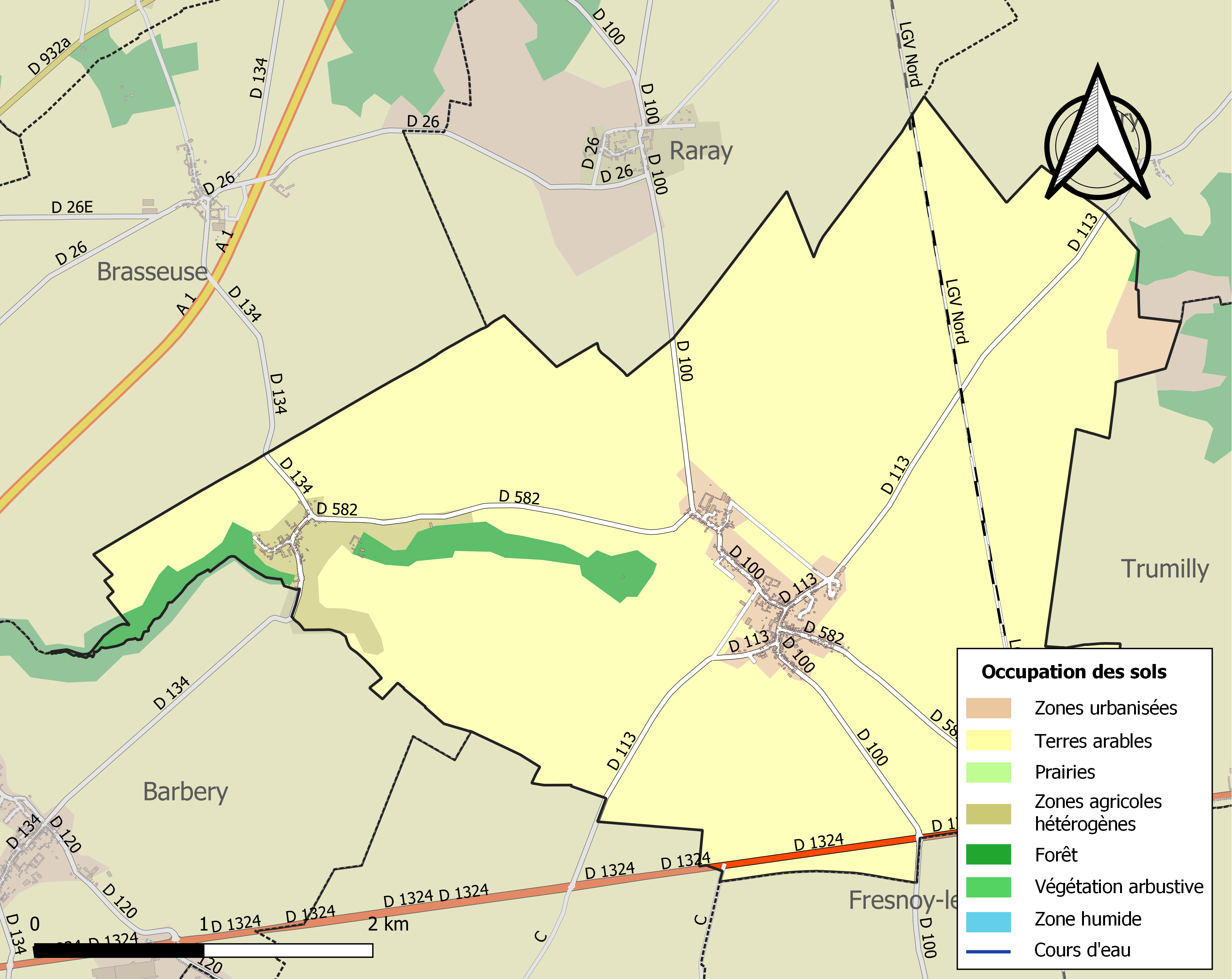
Carte des infrastructures et de l'occupation des sols de la commune en 2018 (CLC).

### Voies de communication et transports
La commune est desservie, en 2023, par la ligne 692 du réseau interurbain de l'Oise.

## Toponymie
Le nom de la localité est attesté sous les formes apud Rulliacum (1157) ; ecclesiam de Rulliaco (1182) ; Ruliacum vicum (1197) ; Ruilli (1209) ; apud Ruilliacum (1218) ; Reguliacus (1235) ; de Rulliaco (1258) ; Rulli (1259) ; gilet de rulli (1266) ; homines de Rulliaco et Camissiaco (XIIIe) ; villa de Ruilli (1301) ; de Ruilli et de chameci (1329) ; Ansondi de Rulliaco (1348) ; Reuilly (vers 1450) ; Ruilly (vers 1450) ; N.D. de Rulliaco (XVe) ; Ruilly (XVe) ; Rully (1667).

Du nom romain Rullus et du suffixe -acum. Saint Rieul (du latin Regulus) est le vocable de l'église.

## Histoire
La commune de Rully, instituée lors de la Révolution française, a absorbé en 1825 celle de Bray.

## Politique et administration

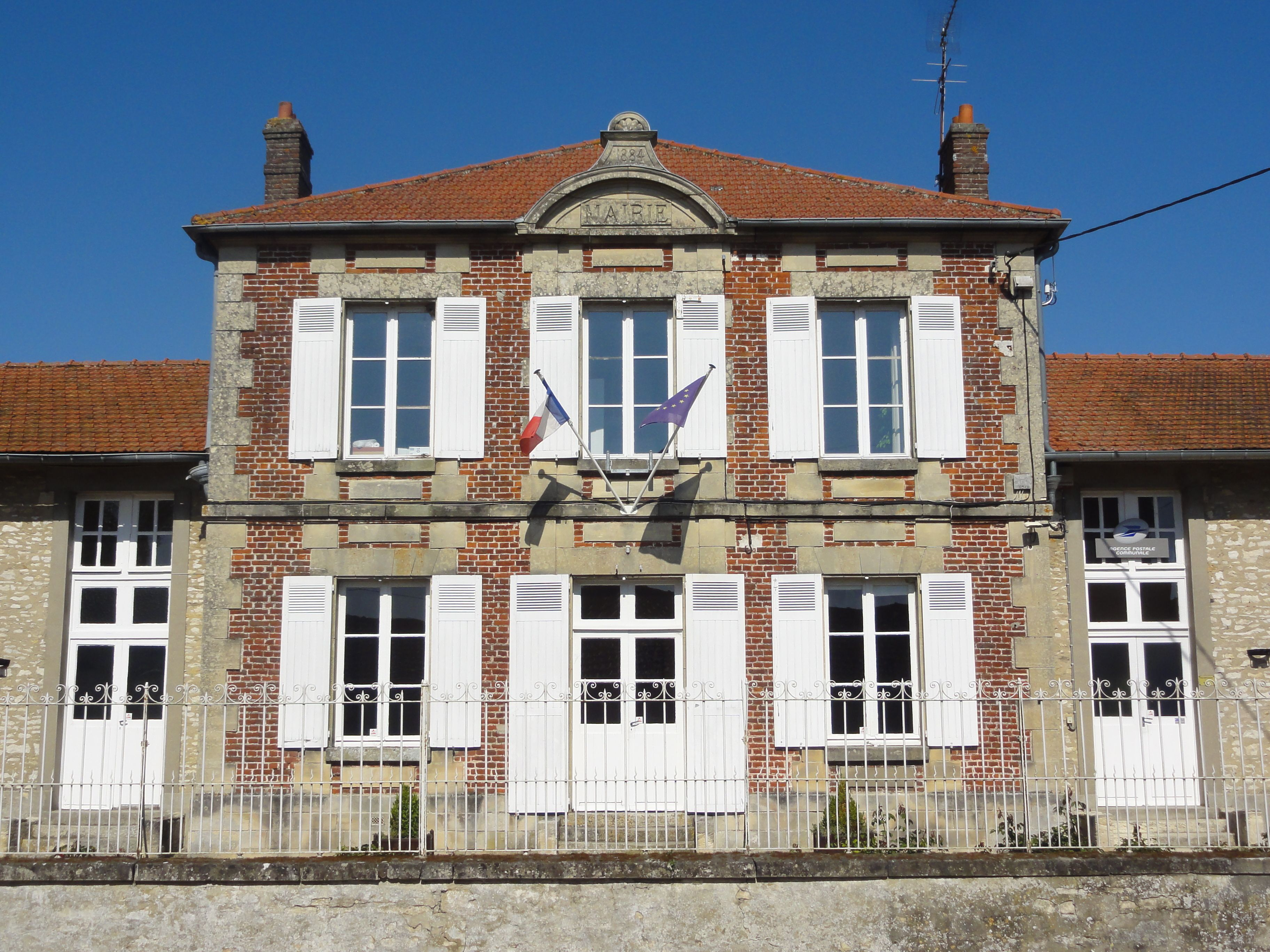
La mairie, Grande-Rue.

### Rattachements administratifs et électoraux
La commune se trouve dans l'arrondissement de Senlis du département du Oise. Pour l'élection des députés, elle fait partie de la quatrième circonscription de l'Oise.
Elle fait partie depuis 1801 du canton de Pont-Sainte-Maxence. Dans le cadre du redécoupage cantonal de 2014 en France, ce canton, où elle est toujours intégrée, a été modifié, passant de 13 à 23 communes.

### Intercommunalité
Jusqu'au début de l'année 2009, la commune appartenait à la communauté de communes du Pays de Senlis qui regroupait 19 collectivités.
À la suite de désaccords profonds entre élus des communes membres, le préfet a décidé de dissoudre l'intercommunalité le 30 avril 2009.
Il autorise la création : 

- de la Communauté de communes des Trois Forêts (CC3F) avec les 5 communes de Senlis, Aumont-en-Halatte, Courteuil, Chamant et Fleurines.

- de la communauté de communes Cœur Sud Oise (CCCSO), regroupant treize communes et dont le siège était à Ognon, l'une des plus petites de l'intercommunalité.
Dans le cadre des dispositions de la loi portant nouvelle organisation territoriale de la République (Loi NOTRe) du 7 août 2015, qui prévoit que les établissements publics de coopération intercommunale (EPCI) à fiscalité propre doivent avoir un minimum de 15 000 habitants,, le schéma départemental de coopération intercommunale approuvé par le préfet de l'Oise le 24 mars 2016 prévoit notamment la fusion de la communauté de communes des Trois Forêts et de la communauté de communes Cœur Sud Oise.
Après consultation des conseils municipaux et communautaires concernés, la nouvelle intercommunalité, recréant de fait l'ancienne communauté de communes du Pays de Senlis (sans Orry-la-Ville), dont la scission en 2010 avait créée ces deux intercommunalités, est constituée au 1er janvier 2017 par un arrêté préfectoral du 14 novembre 2016  sous le nom de communauté de communes Senlis Sud Oise, dont la commune est désormais membre.

### Liste des maires
| Période                                  | Période                         | Identité               | Étiquette | Qualité       |
| ---------------------------------------- | ------------------------------- | ---------------------- | --------- | ------------- |
| Les données manquantes sont à compléter. |                                 |                        |           |               |
| mars 2001                                | mars 2008                       | Marc Plasmans          |           |               |
| mars 2008                                | 2014                            | Philippe L'Helgoualc'h |           |               |
| 2014                                     | En cours (au 28 septembre 2014) | Marc Plasmans          |           | arboriculteur |

## Population et société

### Démographie

#### Évolution démographique
L'évolution du nombre d'habitants est connue à travers les recensements de la population effectués dans la commune depuis 1793. Pour les communes de moins de 10 000 habitants, une enquête de recensement portant sur toute la population est réalisée tous les cinq ans, les populations de référence des années intermédiaires étant quant à elles estimées par interpolation ou extrapolation. Pour la commune, le premier recensement exhaustif entrant dans le cadre du nouveau dispositif a été réalisé en 2005.

En 2022, la commune comptait 751 habitants, en évolution de +3,87 % par rapport à 2016 (Oise : +0,87 %, France hors Mayotte : +2,11 %).
| 1793 | 1800 | 1806 | 1821 | 1831 | 1836 | 1841 | 1846 | 1851 |
| ---- | ---- | ---- | ---- | ---- | ---- | ---- | ---- | ---- |
| 458  | 436  | 454  | 513  | 641  | 634  | 585  | 617  | 662  |

| 1856 | 1861 | 1866 | 1872 | 1876 | 1881 | 1886 | 1891 | 1896 |
| ---- | ---- | ---- | ---- | ---- | ---- | ---- | ---- | ---- |
| 633  | 652  | 682  | 658  | 682  | 674  | 680  | 682  | 697  |

| 1901 | 1906 | 1911 | 1921 | 1926 | 1931 | 1936 | 1946 | 1954 |
| ---- | ---- | ---- | ---- | ---- | ---- | ---- | ---- | ---- |
| 697  | 668  | 627  | 583  | 615  | 593  | 583  | 679  | 635  |

| 1962 | 1968 | 1975 | 1982 | 1990 | 1999 | 2005 | 2006 | 2010 |
| ---- | ---- | ---- | ---- | ---- | ---- | ---- | ---- | ---- |
| 606  | 561  | 587  | 561  | 627  | 732  | 729  | 725  | 737  |

| 2015 | 2020 | 2022 | - | - | - | - | - | - |
| ---- | ---- | ---- | - | - | - | - | - | - |
| 724  | 730  | 751  | - | - | - | - | - | - |

#### Pyramide des âges
La population de la commune est relativement jeune.
En 2018, le taux de personnes d'un âge inférieur à 30 ans s'élève à 34,9 %, soit en dessous de la moyenne départementale (37,3 %). À l'inverse, le taux de personnes d'âge supérieur à 60 ans est de 21,1 % la même année, alors qu'il est de 22,8 % au niveau départemental.
En 2018, la commune comptait 364 hommes pour 359 femmes, soit un taux de 50,35 % d'hommes, légèrement supérieur au taux départemental (48,89 %).
Les pyramides des âges de la commune et du département s'établissent comme suit.
| Hommes | Classe d’âge | Femmes |
| ------ | ------------ | ------ |
| 0,3    | 90 ou +      | 0,6    |
| 5,4    | 75-89 ans    | 5,5    |
| 16,8   | 60-74 ans    | 13,5   |
| 23,9   | 45-59 ans    | 27,9   |
| 18,5   | 30-44 ans    | 17,7   |
| 15,2   | 15-29 ans    | 13,0   |
| 19,8   | 0-14 ans     | 21,8   |

| Hommes | Classe d’âge | Femmes |
| ------ | ------------ | ------ |
| 0,5    | 90 ou +      | 1,4    |
| 5,5    | 75-89 ans    | 7,6    |
| 15,6   | 60-74 ans    | 16,3   |
| 20,8   | 45-59 ans    | 20     |
| 19,4   | 30-44 ans    | 19,4   |
| 17,6   | 15-29 ans    | 16,2   |
| 20,6   | 0-14 ans     | 19,1   |

## Culture locale et patrimoine

### Lieux et monuments

#### Monuments historiques

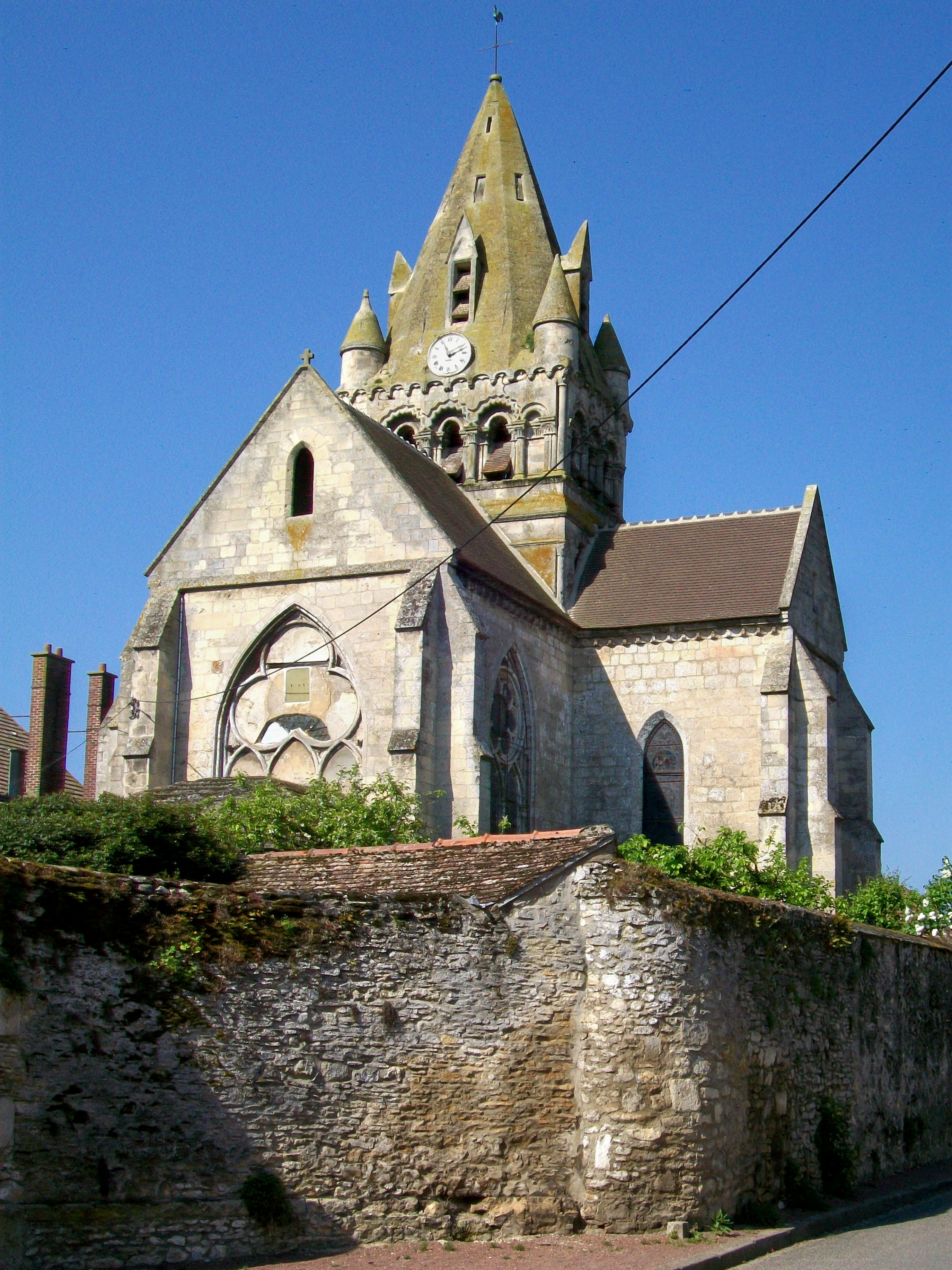
L'église Notre-Dame-et-Saint-Rieul avec son clocher roman, vue depuis l'est.

Rully compte trois monuments historiques sur son territoire.
- Église Notre-Dame-et-Saint-Rieul de Rully (classée monument historique par la liste de 1862[34]) : Rully est l'une des paroisses les plus anciennes du Valois, ce qui se traduit aussi par l'archaïcité du second patron de son église, qui est saint Rieul, premier évêque de Senlis. Le clocher roman au-dessus de la croisée du transept constitue l'élément le plus remarquable de l'édifice. Sa base date de 1100 environ, et le deuxième étage a été ajouté vers 1140, aux décorations sculptées très élaborées, telles que des chapiteaux à feuilles d'acanthe. L'église primitive, de dimensions inhabituellement généreuses pour un petit bourg, a été achevée vers 1150. Elle se composait alors de la nef à six travées et d'un chœur carré au chevet plat, avec le clocher au-dessus de la dernière travée de la nef. C'est au moins l'avis de Dominique Vermand, qui démontre que le transept n'existait pas encore à cette époque et n'a été ajouté que pendant la transformation gothique au début du XIIIe siècle. Cette transformation a dû demander une grande ingéniosité à l'architecte, qui devait garantir la stabilité de l'édifice malgré le percement des murs latéraux de la base du clocher, et qui réussit en même temps à maintenir l'harmonie esthétique du clocher. Le plan de l'église présente ainsi quelques particularités. La nef, par ailleurs désaxée par rapport au transept et au chœur en direction du nord, a vu sa cinquième travée se faire prolonger et rajeunir vers l'est, prenant alors un plan trapézoïde. La moitié est de cette travée supporte une partie du clocher et appartient au transept, dont les croisillons se composent de deux travées chacun : une grande travée rectangulaire de chaque côté du clocher, et une petite travée de chaque côté de la cinquième travée de la nef déjà décrite. Ces petites travées s'élargissent donc vers l'est pour compenser la forme trapézoïde de cette dernière. Depuis les transformations gothiques, la nef proprement dite garde quatre travées et demi. Elle reste voûtée en berceau tandis que le chœur et le transept ont été voûtés d'ogives quadripartites. Le portail sous faible gable est à plein cintre et décoré de trois voussures ornées de zigzag. - L'église Saint-Rieul a connu encore une deuxième série de modifications autour de 1638, quand les fenêtres ont été repercées pour mieux éclaircir l'intérieur, et quand la sacristie a été construite derrière le chevet, entraînant le bouchage de sa grande baie. Le clocher a perdu sa bâtière d'origine, mais la datation de sa nouvelle flèche est incertaine[35],[36]. `

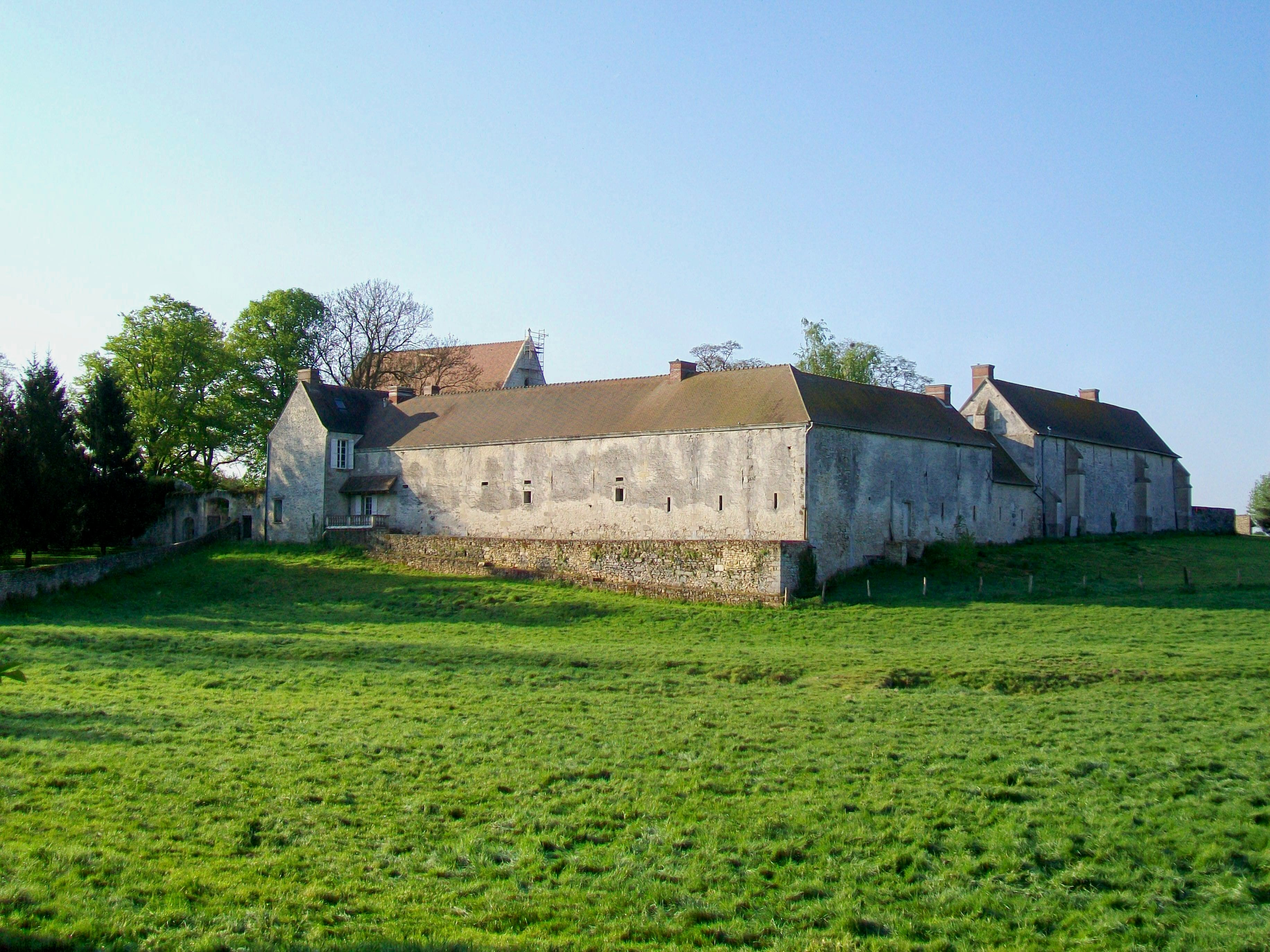
Vue d'ensemble du prieuré Saint-Victor de Bray, depuis le nord-ouest. À gauche, le portail ; au fond, la chapelle.

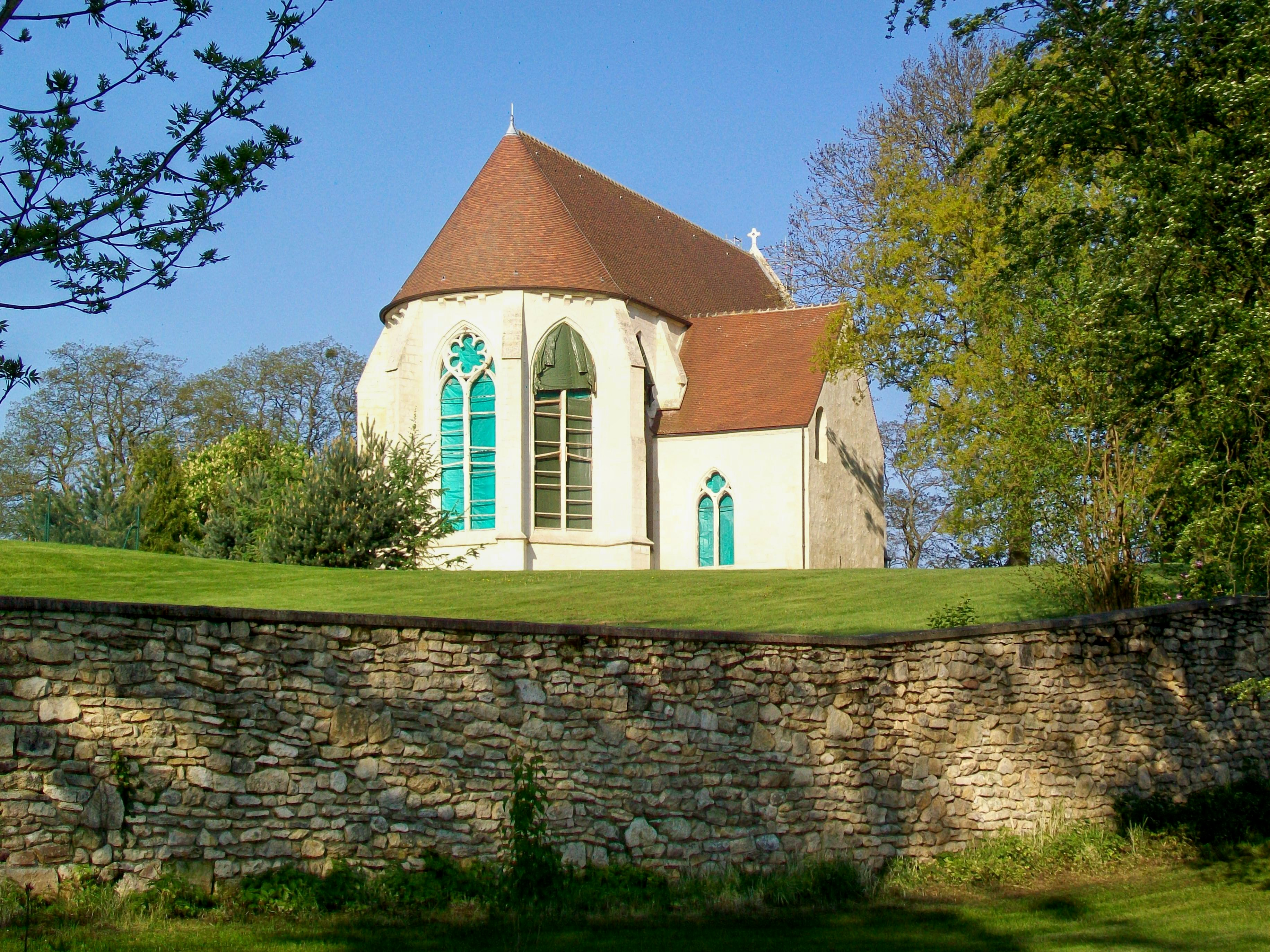
La chapelle du prieuré Saint-Victor, en cours de restauration.

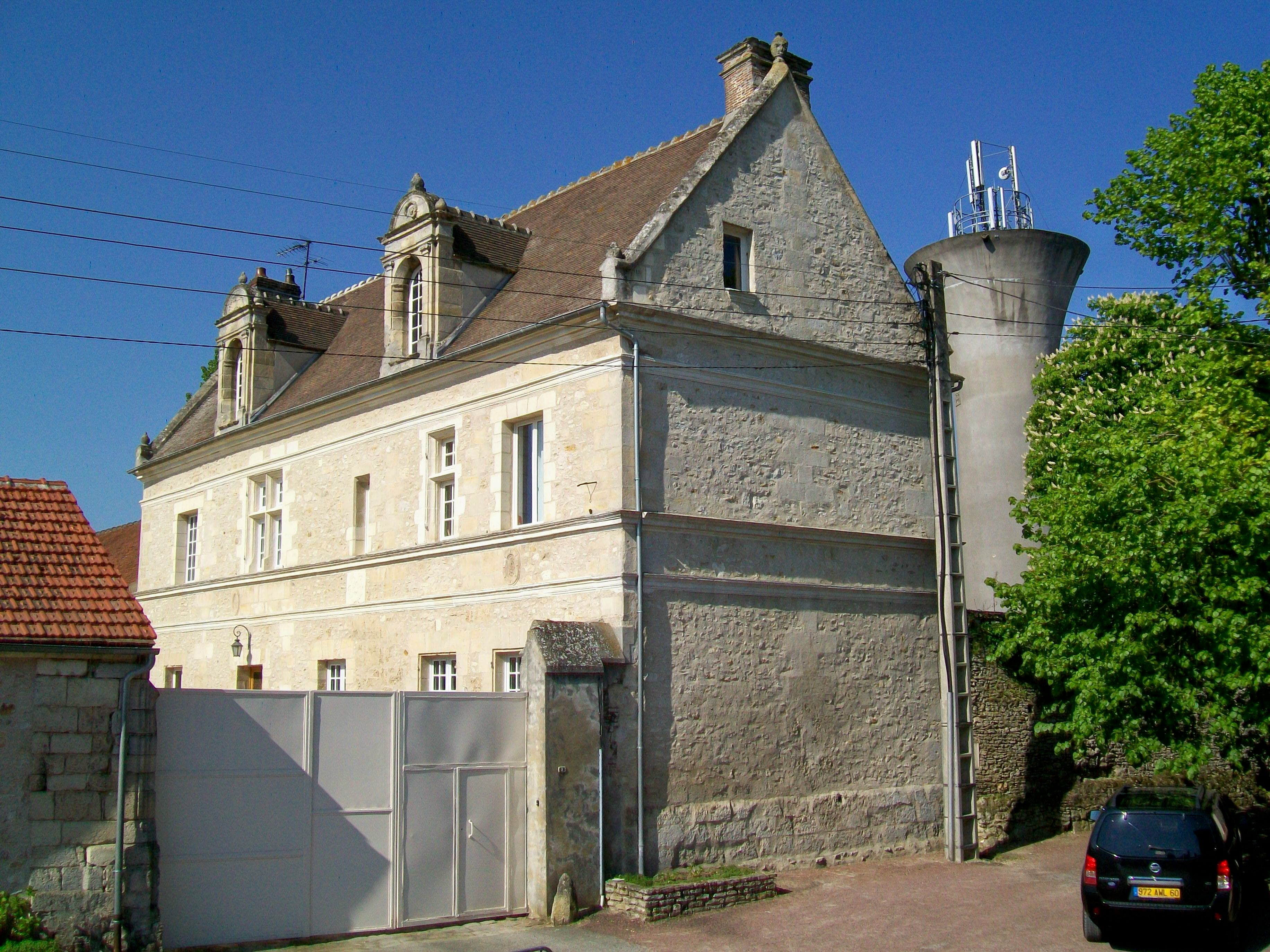
Manoir Renaissance en face de la mairie, à remarquer le décor sculpté des lucarnes.

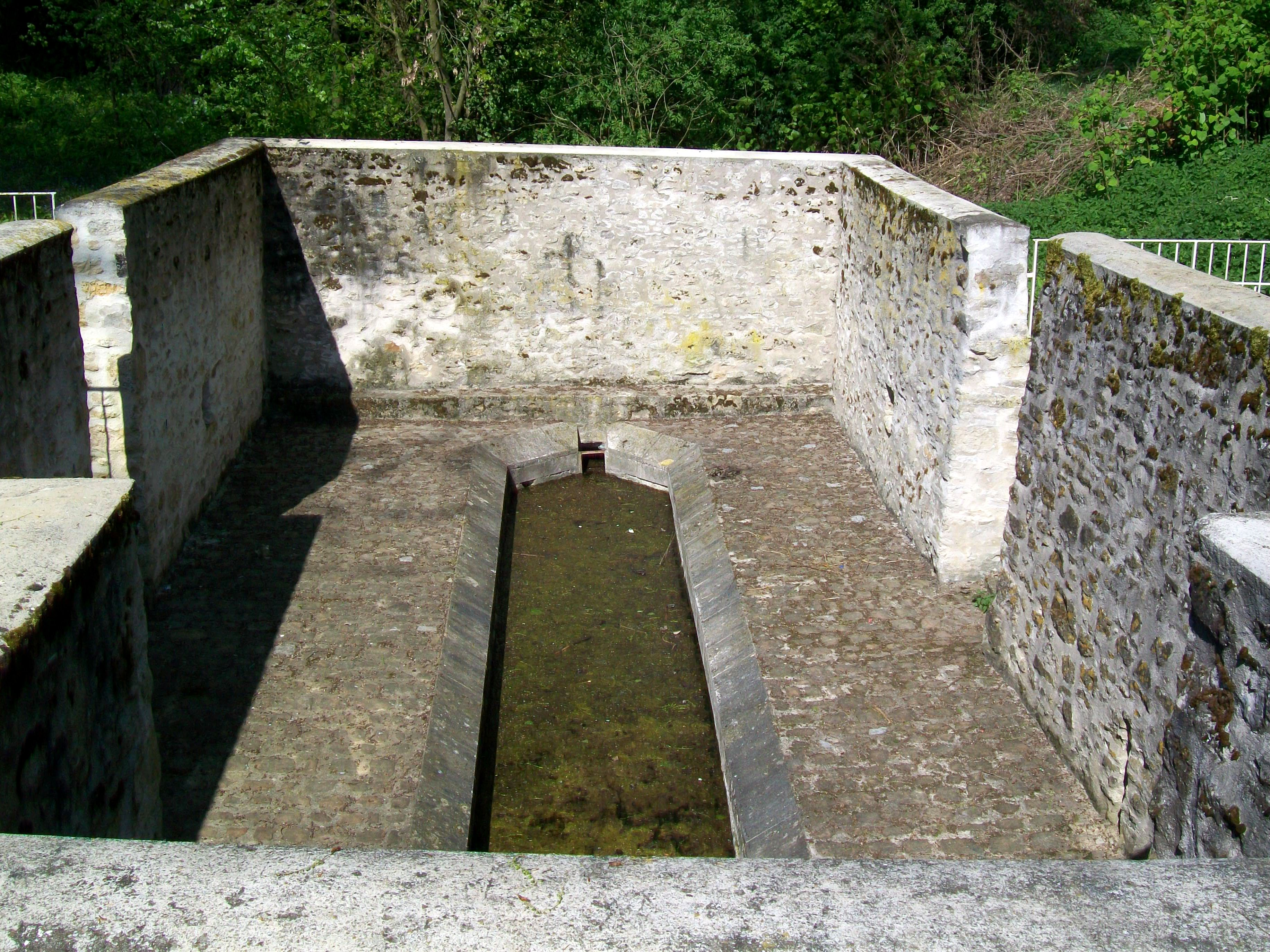
Source de l'Aunette, près de Rully : bassin attenant à la source.

- Ancien prieuré Saint-Victor de Bray, dans la vallée de l'Aunette, à l'est du village : chapelle et pigeonnier classés monuments historiques par arrêté du 7 décembre 1943, caves voisines et vestiges situés au nord de la chapelle inscrits par arrêté du 8 avril 1926[37],[38]. C'est un ensemble de bâtiments se composant d'une ferme fortifiée avec un gros pigeonnier rond, une mare et un vieux puits au milieu de sa cour ; d'une deuxième basse-cour ; de caves très anciennes ; et surtout d'une élégante chapelle gothique entouré d'un parc. Propriété privée, la restauration et la préservation du monument sont soutenues par l'association des amis du prieuré dans le cadre d'un projet social et culturel[39]. Le prieuré fut fondé en 1249 par Guy V le Bouteiller, seigneur de Bray, Rully, Chamicy, Montépilloy et Ermenonville, par une disposition dans son testament et un don à concurrence du cinquième de ses biens. Selon la volonté de Guy, le prieuré fut investi par des chanoines réguliers dépendant de l'abbaye Saint-Victor de Paris[40]. Guy avait voulu fonder une abbaye, mais son don ne permettant pas d'installer plus de six chanoines, la restriction à un prieuré s'imposa. Les chanoines arrivèrent après l'achèvement des travaux, en 1263. Au nord de la chapelle, se situaient un cloître et le logis, démolis probablement vers 1885. Le prieuré fonctionna pendant plus de cinq siècles, sa désaffectation survenant en 1773 avec le décès du quarantième et dernier prieur[41]. La chapelle gothique rayonnant, édifiée en seulement quatre ans (1259-1263), répond à un plan simple à nef unique, avec quatre travées et un chœur pentagonal. Le bâtiment mesure 25 m de long, 8 m de large et 12 m de haut. Une chapelle latérale est accolée à la quatrième travée côté nord ; elle donna jadis accès au cloître. Les baies, toutes identiques, sont à double lancette et surmontées de rosaces à six lobes. À l'intérieur, les voûtes d'ogives retombent sur des chapiteaux à crochets, et les clés de voûte sont ornées de têtes couronnées. Dans son ensemble, l'esthétique de la chapelle résulte de la simplicité des formes, conforme à l'austérité voulue par les Augustins[42],[43],[44].
- Église Saint-Georges de Bray, au sud du village (inscrite monument historique par arrêté du 23 février 1951[45]) : Pittoresquement campé sur un tertre rocheux, cette petite église de plan cruciforme était primitivement à vaisseau unique. Seul le chœur rectangulaire voûté en berceau subsiste de l'église romane bâti aux alentours de 1100. Il fut agrandi d'une travée voûtée d'ogives, au détriment de la nef, vers 1170 / 1180 environ. De cette période, seulement les deux colonnettes à chapiteaux de l'arc triomphal sont dignes d'intérêt. Au cours des années 1260, l'église trouve enfin sa configuration actuelle avec l'adjonction de deux croisillons, qui ne sont pas voûtés, mais munis de fenêtres aux élégants remplages rayonnants. Assez curieux est le double raccordement avec la nef, moyennant des arcades et d'étroits passages entre deux colonnettes, dont celles de 1170 / 1180 et celles ajoutées avec les croisillons, et avec la travée voûtée d'ogives à la fois. Le clocher fut rajouté à l'époque moderne dans l'angle entre le sanctuaire et le croisillon nord, et la nef a été reconstruite sans style particulier[46],[47].

#### Autres éléments du patrimoine
- La grande ferme de Chamicy, rue de Chamicy, au nord du village : qualifiée comme ferme remarquable de l'ère de l'agriculture industrielle (XIXe / XXe siècle) par le parc naturel régional Oise-Pays de France[48], c'est un ensemble impressionnant par ses dimensions, la qualité des bâtiments et leur homogénéité architecturale.
- Manoir Renaissance de la ferme en face de la mairie de Rully, Grande rue : Tout autour, la façade de l'étage est structurée par deux séries de deux corniches ; une en dessous des fenêtres, et une au-dessus. La façade principale sur la cour présente encore deux fenêtres à meneaux d'origine à l'étage, ainsi que deux simples médaillons sculptés. Les éléments les plus remarquables sont cependant les deux lucarnes richement décorées avec des colonnettes et surmontées de frontons circulaires.
- La source de l'Aunette, à 1 km à l'ouest de Rully, sur le chemin rural dit de Bray à Rully : source captée sous une rangée de deux voûtes maçonnées, la première ogivale et la deuxième en plein cintre, à près de deux mètres en dessous du niveau du sol. L'eau s'écoule ensuite dans un bassin oblong, rappelant un lavoir, situé dans un genre d'enclos pavé avec des murs en pierre. De part et d'autre, le bassin est desservi par deux escaliers de neuf marches. Le site de la source est agréable, sur un pré entouré de peupliers.